# Roststyltmal
Roststyltmal (Caloptilia hemidactylella) är en fjäril i familjen Styltmalar (Gracillariidae). Den har normalt en vingbredd på 11 till 13 millimeter. 
Man tror att larven lever på blad av träd i lönnsläktet.  
I Norden finns roststyltmal i två öst-västliga bälten, det ena i höjd med Stockholm det andra i allra sydligaste Danmark.  